# Tamokra
Tamokra (în arabă تامقرة) este o comună din provincia Béjaïa, Algeria.
Populația comunei este de 4.015 locuitori (2008).